# Baia di Hitokappu
La baia di Hitokappu (単冠湾?,  Hitokappu Wan), nota anche come Tankan Bay e Kasatka Bay, si apre praticamente al centro della costa orientale dell'isola di Iturup, conosciuta dalla metà del XIX secolo al 1945 con la designazione giapponese Etorofu-to.

## Storia

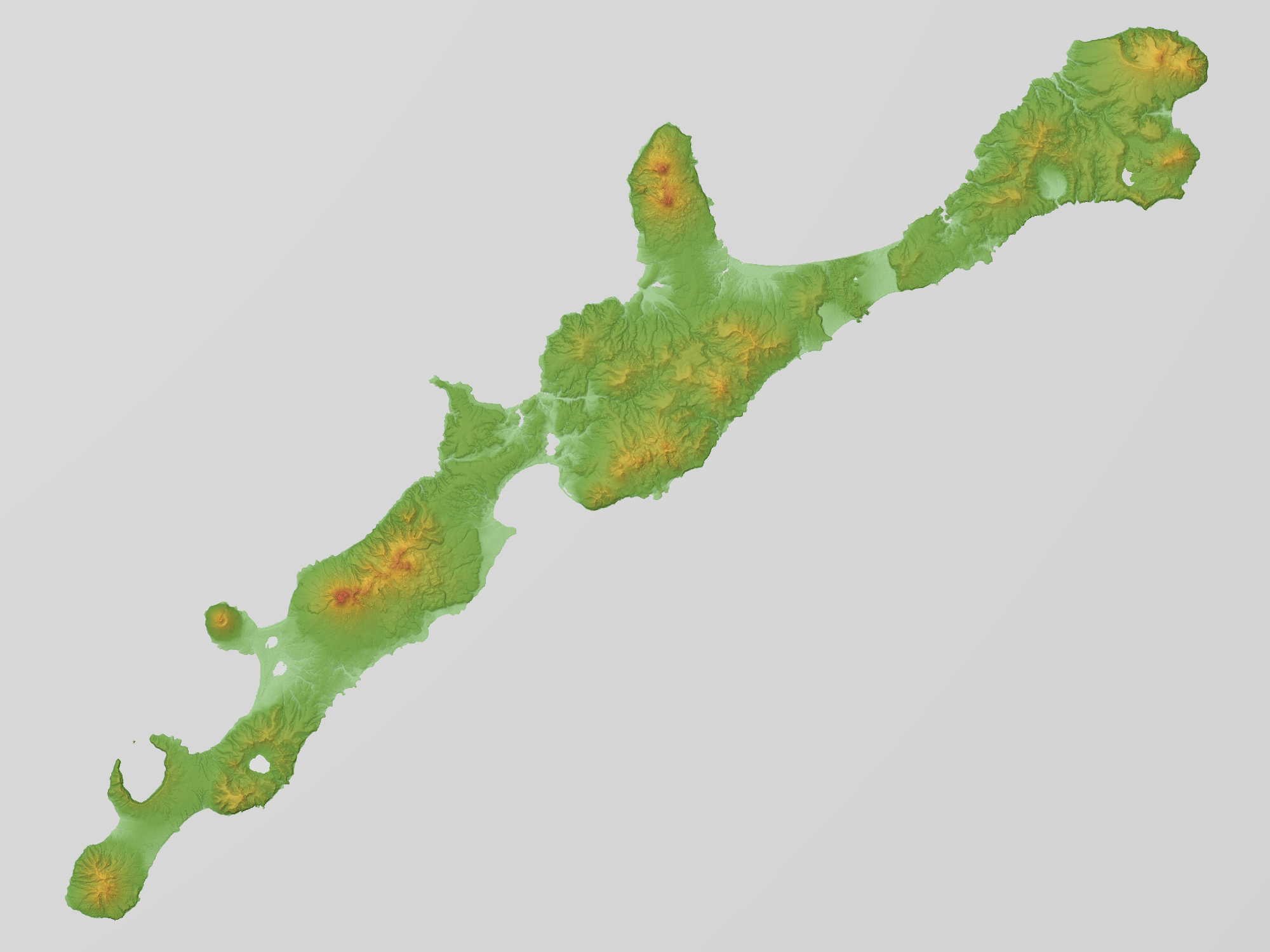
L'isola di Iturup: evidente l'insenatura della baia di Hitokappu

La baia di Hitokappu/Tankan è diventata nota in quanto selezionata dallo stato maggiore generale della Marina imperiale giapponese per concentrarvi la 1ª Flotta aerea (Kido Butai) del viceammiraglio Chūichi Nagumo, incaricata di eseguire l'attacco di Pearl Harbor. si trattava di sei portaerei (Akagi, Kaga, Soryu, Hiryu, Shokaku, Zuikaku); della 1ª Squadriglia cacciatorpediniere del contrammiraglio Sentarō Ōmori, forte di otto unità cacciatorpediniere raggruppati in due divisioni e condotti dall'incrociatore leggero Abukuma; della prima sezione della 3ª Divisione corazzate del viceammiraglio Gun'ichi Mikawa (Hiei, Kirishima); dell'8ª Divisione incrociatori del contrammiraglio Hiroaki Abe (Tone, Chikuma); e infine di tre sommergibili (I-19, I-21, I-23) demandati a funzioni di esplorazioni e sotto il comando del capitano di vascello Kijirō Imaizumi. Era presente anche un gruppo di rifornimento composto da otto navi cisterna e una sezione di due cacciatorpediniere che, pur dipendente dalla flotta, avrebbe dovuto cannoneggiare Midway in un'azione indipendente. Le varie unità della squadra arrivarono, per conto proprio o a gruppi, nel corso del 22 novembre 1941.
La scelta di questa remota baia, spesso coperta dalla nebbia e sita in una regione inospitale, non fu casuale: era una località all'epoca remota, situata su un'isola dove in pratica non risiedeva alcun straniero e la cui popolazione autoctona era ridotta; anche le condizioni atmosferiche, caratterizzate da una persistente nebbia, si prestavano a celare una grande concentrazione di navi. La baia stessa era per lo più sconosciuta dai giapponesi stessi, non disponeva di stazioni radio e soprattutto non era servita che da disagevoli sentieri, alla data completamente ghiacciati o ridotti a piste di fango. Fu perciò permesso agli equipaggi di scendere a terra, tanto più che i pochi abitanti del posto, di etnia Ainu, non parlavano il giapponese; peraltro non v'era nulla lungo le coste della baia che potesse destare l'interesse o la curiosità dei marinai. Sempre come misura di segretezza, rifiuti e scarti non furono rovesciati in mare ma sminuzzati e conservati, allo scopo di non lasciare la minima traccia.
La 1ª Flotta aerea ricevette l'ordine di prepararsi a partire dall'ammiraglio Isoroku Yamamoto il 25 novembre, che sottolineò l'importanza di continuare il silenzio radio; salpò per le Hawaii alle 06:00 del 26 novembre, ora di Tokyo, e in due ore la rada si vuotò. La baia fu utilizzata una seconda e ultima volta dalla Marina imperiale giapponese tra il marzo e il maggio 1942, per addestrare la forza da sbarco destinata a occupare Attu e Kiska nelle isole Aleutine.